# Mamo
Mamo (ukr. Мамо, ang. Mum) – ukraińsko-rosyjskojęzyczny singel ukraińskiej piosenkarki Anastasiji Prychod´ko napisany w 2009 roku przez Konstantina Meladze’a i Dianę Golde.
W 2009 roku utwór reprezentował Rosję podczas 54. Konkursu Piosenki Eurowizji, wygrywając finał krajowych selekcji po zdobyciu największego poparcia telewidzów i komisji jurorskiej. 16 maja został zaprezentowany przez piosenkarkę w finale Konkursu Piosenki Eurowizji jako dziesiąty w kolejności i zajął ostatecznie jedenaste miejsce z 91 punktami na koncie. Gdyby pod uwagę wzięło jedynie opinię telewidzów, piosenka zajęłaby 8. miejsce, zaś gdyby liczyła się tylko punktacja jurorów - 17.

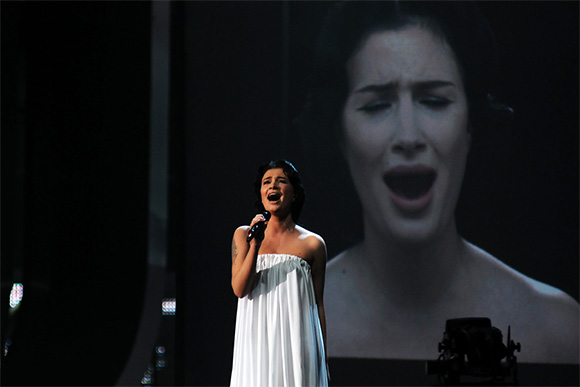
Anastasija Prychod´ko w trakcie prezentacji „Mamo” podczas 54. Konkursu Piosenki Eurowizji w Moskwie

## Pozycje na listach przebojów
| Notowanie                                   | Pozycja |
| ------------------------------------------- | ------- |
| Finlandia (Finnish Official Download Chart) | 22      |
| Łotwa (Latvian Airplay Top)                 | 22      |
| Rosja (Russian Airplay Chart)               | 22      |
| Ukraina (Ukrainian Airplay Chart)           | 12      |